# Onthophagus gradivus
Onthophagus gradivus är en skalbaggsart som beskrevs av Vladimir Balthasar 1966. Onthophagus gradivus ingår i släktet Onthophagus och familjen bladhorningar. Inga underarter finns listade i Catalogue of Life.